# Frei Apolônio de Todi
Frei Apolônio de Todi, (batizado como Pedro Paulo; Todi, 23 de janeiro de 1747 – Mairi, 14 de julho de 1828) foi um religioso franciscano, responsável por dezenas de missões nos sertões do Arcebispado da Bahia entre os séculos XVIII e XIX.

## Biografia
Nasceu em 23 de janeiro de 1747, com o nome de Peter Paolo, num vilarejo chamado Ripaioli perto de Todi, na Úmbria, região de nascimento e morte de São Francisco de Assis, fundador da Ordem dos Frades Menores. Em 1772, ordenou-se presbítero, seguindo o ardor missionário no Brasil Colônia, chegando no ano de 1780, em Salvador. Serviu os cristãos do Arcebispado da Bahia e vizinhança durante quase 50 anos, vindo a falecer em 14 de julho de 1828, aos 81 anos, na povoação do futuro município de Mairi.

## Serviços missionários
Recém chegado a Bahia em 1780, com a função de visitador e missionário, iniciou seu trato espiritual no recôncavo (Cachoeira e Pirajá), logo seguindo para Sergipe, passando pelas paróquias de Lagarto e Itabaiana, e a cada ano circulando pela território baiano, desde a Costa do Descobrimento, Rio São Francisco até a aridez da Caatinga dos kiriris.
Mas entre as dezenas de localidades por onde missionou, desde ermidas à missões indígenas seculares, duas destacaram-se pelo desenvolvimento alcançado, sendo elas Monte Santo e Cícero Dantas.
A primeira missão, teve sua presença em 1785, quando ergueu uma capela dedicada ao Sagrado Coração de Jesus, Nossa Senhora da Conceição e a Santa Cruz na Serra do Piquaraçá, alcançando a localidade categoria de paróquia em 1790, elevação para vila em 1837 e comarca judiciária em 1850, incluindo em seu território a fazenda Canudos, onde Antônio Conselheiro décadas depois fundaria o Belo Monte, com desfecho na Guerra de Canudos.
Já Cícero Dantas, antigo território de Jeremoabo, recebeu a visita do missionário em 1812, construindo uma capela dedicada a Nossa Senhora do Bom Conselho, a qual recebeu alvará para ser freguesia em 1817, em 1875 alcançou sua emancipação política, tendo sido o local reduto político e residencial do Barão de Jeremoabo.
Alguns dos atuais municípios dos estados da Bahia, Sergipe e Alagoas por onde o religioso prestou serviços foram Camaçari, Entre Rios, Cícero Dantas, Jeremoabo, Euclides da Cunha, Tucano, Rodelas, Porto Real do Colégio, Porta da Folha, Glória, Itapicuru, Japaratuba, Pão de Açúcar, Una, Ilhéus, Camamu, Nova Soure, Canavieiras, Catu, Valença, Jacobina, Banzaê, Pedrão, Paratinga, Feira de Santana e Tomar do Geru.

## Homenagens e Citações
- Monte Santo - BA: Rua Frei Apolônio de Todi / Estátua Monumento;
- Antas - BA: Povoado Frei Apolônio;
- Cícero Dantas - BA: Rua Frei Apolônio de Todi;
- Jardim João XXIII, Raposo Tavares, São Paulo - SP: Rua Frei Apolônio de Todi;
- Os Sertões de Euclides da Cunha: Citado com destaque como o grande apóstolo dos sertões;
- Anais do Rio de Janeiro de Baltazar da Silva Lisboa: Publicação de cartas do mesmo missionário sobre sua trajetória religiosa;